# Raša
Pour les articles homonymes, voir Rasa.
Raša (en italien : Arsia) est un village et une municipalité située dans le comitat d'Istrie, en Croatie. Au recensement de 2001, la municipalité comptait 3 535 habitants, dont 63,36 % de Croates et le village seul comptait 1 653 habitants.

## Localités
La municipalité de Raša compte 23 localités :
| - Barbići - Brgod - Brovinje - Crni - Diminići - Drenje - Koromačno - Krapan - Kunj - Letajac - Most-Raša - Polje | - Raša - Ravni - Skitača - Stanišovi - Sveta Marina - Sveti Bartul - Škvaranska - Topid - Trget - Trgetari - Viškovići |